# Беда, Павел Кононович
Павел Кононович Беда (1915, Никитовка — год неизвестен, Ленинград) — советский спортсмен, мастер спорта СССР, участник чемпионатов СССР по самбо, участник Великой Отечественной войны.

## Биография
Родился в 1915 году в Никитовке (позже — Сталинской области УССР). В 1940-м году призван армию. Выступил на чемпионате СССР по самбо в 1940-м году, где занял первое место в лёгком весе (до 66 кг). Воевал в составе Ленинградской армии ПВО. Войну закончил в должности заместителя командира зенитно-пулемётного батальона, в звании капитана.
После войны продолжил выступления по самбо, в 1948 году снова стал чемпионом СССР.
Работал главным инженером Ленинградского отделения ЦНИИ «Проектстальконструкция», затем в институте «Ленгипростой».
Награждён орденом Отечественной войны II степени (06.04.1985), медалями «За боевые заслуги» (30.04.1942), «За победу над Германией в Великой Отечественной войне 1941—1945 гг.» (14.09.1945).
Точная дата смерти неизвестна.